# Tomi Juric
Tomi Juric (chorw. Tomi Jurić; ur. 22 lipca 1991 w Sydney) – australijski piłkarz pochodzenia chorwackiego występujący na pozycji napastnika w szwajcarskim klubie FC Luzern oraz w reprezentacji Australii. Został powołany do kadry na Puchar Azji 2015.

## Statystyki

### Klubowe
(aktualne na dzień 5 maja 2015)
| Klub                     | Sezon              | Liga               | Liga  | Liga   | Puchar kraju | Puchar kraju | Puchar ligi | Puchar ligi | Azja  | Azja   | Inne  | Inne   | Suma  | Suma   |
| Klub                     | Sezon              | Liga               | Mecze | Bramki | Mecze        | Bramki       | Mecze       | Bramki      | Mecze | Bramki | Mecze | Bramki | Mecze | Bramki |
| ------------------------ | ------------------ | ------------------ | ----- | ------ | ------------ | ------------ | ----------- | ----------- | ----- | ------ | ----- | ------ | ----- | ------ |
| Lokomotiva               | 2011/2012          | 1. HNL             | 14    | 3      | 0            | 0            | –           | –           | –     | –      | –     | –      | 14    | 3      |
| Lokomotiva               | Ogólnie            | Ogólnie            | 14    | 3      | 0            | 0            | 0           | 0           | 0     | 0      | 0     | 0      | 14    | 3      |
| Inter Zaprešić           | 2012/2013          | 1. HNL             | 12    | 1      | 1            | 0            | –           | –           | –     | –      | –     | –      | 13    | 1      |
| Inter Zaprešić           | Ogólnie            | Ogólnie            | 12    | 1      | 1            | 0            | 0           | 0           | 0     | 0      | 0     | 0      | 13    | 1      |
| Adelaide United          | 2012/2013          | A-League           | 7     | 2      | 0            | 0            | –           | –           | –     | –      | –     | –      | 7     | 2      |
| Adelaide United          | Ogólnie            | Ogólnie            | 7     | 2      | 0            | 0            | 0           | 0           | 0     | 0      | 0     | 0      | 7     | 2      |
| Western Sydney Wanderers | 2013/2014          | A-League           | 20    | 8      | 0            | 0            | –           | –           | 9     | 4      | –     | –      | 29    | 12     |
| Western Sydney Wanderers | 2014/2015          | A-League           | 14    | 4      | 0            | 0            | –           | –           | 5     | 1      | 2     | 0      | 21    | 5      |
| Western Sydney Wanderers | Ogólnie            | Ogólnie            | 34    | 12     | 0            | 0            | 0           | 0           | 14    | 5      | 2     | 0      | 50    | 17     |
| Ogólnie w karierze       | Ogólnie w karierze | Ogólnie w karierze | 67    | 18     | 1            | 0            | 0           | 0           | 14    | 5      | 2     | 0      | 84    | 23     |

## Sukcesy

### Klubowe
Western Sydney Wanderers
- Liga Mistrzów AFC (1x): 2014

### Reprezentacyjne
- Puchar Azji (1x): 2015